# Leonardo Rodrigo Lavín
Leonardo Rodrigo Lavín  (Santoña, 6 de noviembre de 1867-Cádiz, 7 de abril de 1950) fue un médico español, que como catedrático de Fisiología de la Facultad de Medicina de Cádiz— de la que llegó a ser decano—, subinspector general de Sanidad del Reino (1920) e inspector provincial de Sanidad, llevó a cabo una importante tarea docente, investigadora y de medicina preventiva y gestión sanitaria.

## Biografía
Hijo de un militar llamado Isidoro Rodrigo y de Marcelina Lavín, inició sus estudios en Santoña, pero se tuvo que trasladar a Pamplona donde a los dieciséis años termina el bachillerato con sobresaliente y premio extraordinario. 
En Zaragoza, realiza sus estudios de medicina (1883-1889) que finaliza a los veintidós años de edad consiguiendo una veintena de premios ordinarios y el Premio Extraordinario de Licenciatura. Su interés por conseguir ampliar su formación le llevaron a simultanear la carrera de Medicina con la licenciatura en Ciencias Físico-Químicas (1884-1889) en la misma Universidad de Zaragoza.  En estos años, por el sistema de convalidación obtiene el título de Maestro Nacional. En octubre de 1890, a punto de cumplir los veintitrés años, se doctora en Madrid con la tesis Herencia neuropsicopática, corrección de su influencia patogénica. En 1891, ganó por oposición una plaza del Cuerpo de Médicos de la Beneficencia y Sanidad de Madrid, ejerciendo ya su profesión. 
Pero su interés en ampliar su formación epidemiológica, le lleva en 1892 al Instituto Pasteur de París y posteriormente, a Alemania, Liverpool y Londres. En Francia, conoce a Anne Sabalette con la que se casará en 1893 y con la que tendrá dos hijos, Carmen y Pedro. Ese mismo año se traslada con su mujer a Manila como médico del Instituto de Vacunación y Microbiología, con el objetivo de luchar contra la viruela vacunando a la población. Allí hace amistad con José Rizal, principal promotor ideológico de la independencia de Filipinas. En 1896, vuelve a su plaza en Madrid, abre una consulta particular y realiza un estudio sobre la fiebre tifoidea en la capital.

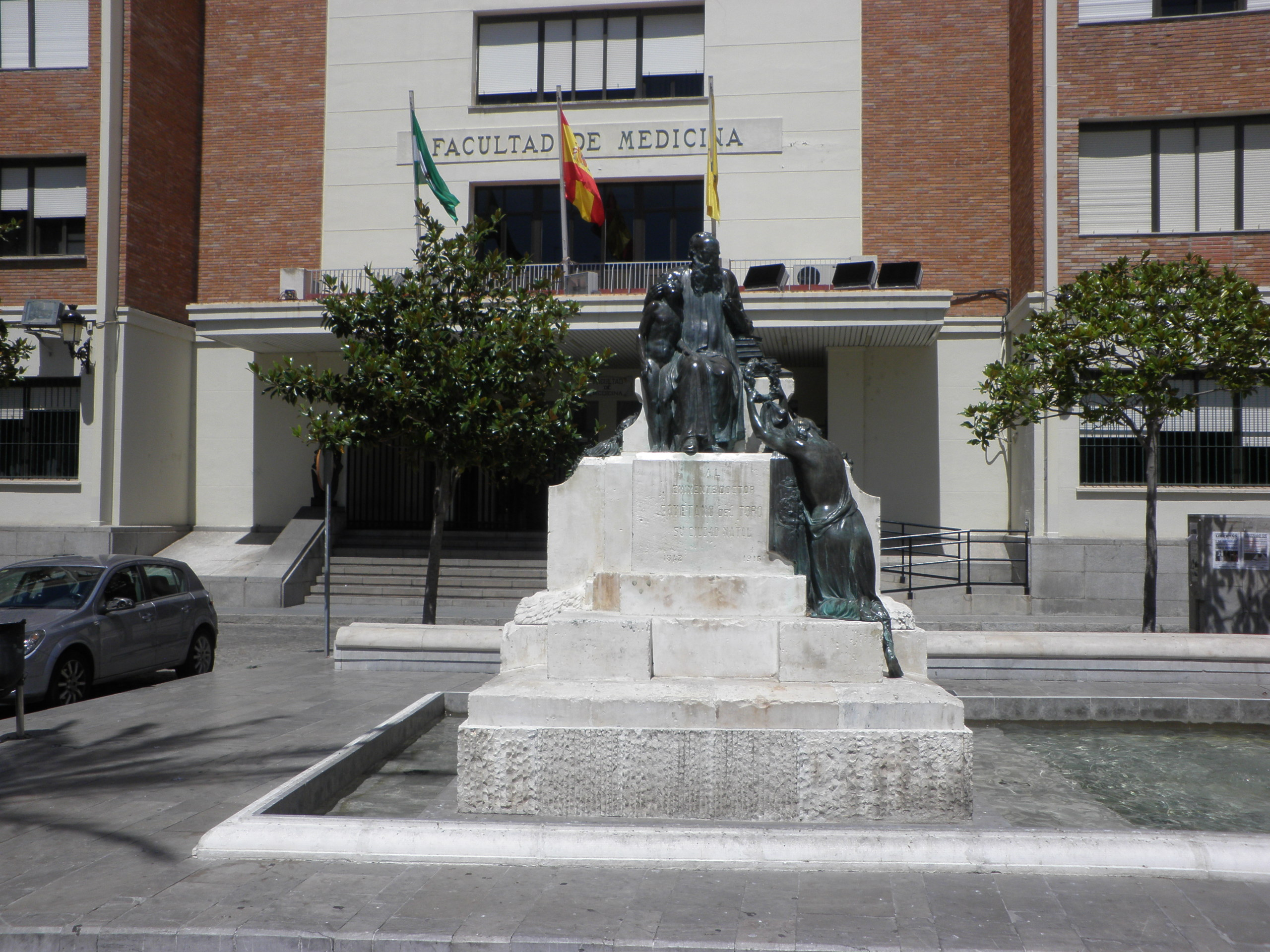
Facultad de Medicina de Cádiz donde Leonardo Rodrigo Lavín fue decano desde 1921 a 1936

En 1903, a los treinta y seis años de edad, consigue la Cátedra de Fisiología de la Facultad de Medicina de Cádiz. Además de su labor docente e investigadora (lo que lleva, bajo su inspiración, a un grupo de alumnos a crear el Centro Escolar de Investigaciones Biológicas de la que es nombrado Presidente Honorario) participa desde su llegada en la prensa gaditana, con artículos de opinión muy críticos dedicados a la preocupante situación sanitaria de la ciudad y a la alta tasa de mortalidad, asociada a la tuberculosis, el tifus, la gripe y las enfermedades venéreas y a la necesidad de emprender medidas por las autoridades; destacan los publicados en Diario de Cádiz: Cartas Chinas. Impresiones de Cádiz (1903) o la serie La Higiene en Cádiz (1905). 
Trabajador incansable, en verano desempeñaba la plaza de médico de baños, que ganó en 1906, en los balnearios de Belascoain (Navarra) y de La Hermida (Cantabria). Fue inspector provincial de Sanidad en Cádiz desde 1908 a 1923, con un breve periodo de interrupción por su nombramiento como subinspector general de Sanidad en 1920, cargo al que volvió a finales de 1930 hasta 1934. Antes de abandonarlo en 1923, puso en marcha la Brigada Sanitaria Provincial con la unión de los ayuntamientos para la prevención y lucha contra las enfermedades transmisibles y recorrió toda la provincia estudiando sobre el terreno los problemas a solucionar. También fue el impulsor, con sus campañas en prensa, de la creación en ese mismo año de un Dispensario Antituberculoso.
En 1921, ingresa en la Real Academia de Medicina y Cirugía de Cádiz. Este mismo año y hasta 1936, desempeñaría el cargo de decano de la Facultad. Preside el Colegio de Médicos de Cádiz durante los periodos 1927-1930 y 1934-1936, así como la Real Academia de Medicina y Cirugía de Cádiz entre 1926-1937. En 1932 funda la revista Boletín del Instituto Provincial de Higiene de Cádiz. Toda esta intensa actividad no le impidió abrir una consulta privada en la calle Valverde n.º 8 donde atendía a los enfermos del aparato digestivo, corazón y sistema nervioso. 
Su lucha por mejorar las condiciones sanitarias e higiénicas del proletariado gaditano, la denuncia de la desidia de las autoridades y la ingente cantidad de cargos que desempeñó le hicieron objeto en Zaragoza (1937) de un expediente de depuración con acusaciones como: haber expuesto en su cátedra ideas izquierdistas y anticatólicas, ser persona de escasa moral y favorecer a la F.U.E. Finalmente, cuando contaba con setenta y dos años, una orden del Ministerio de Educación Nacional de 3 de agosto de 1939 le inhabilita para ejercer «cargos directivos y de confianza». Todavía tendría que sufrir la muerte de su hijo Pedro en la explosión de un polvorín de la Armada en Cádiz en 1947, tras la cual se hace cargo de su nieto hasta que fallece tres años más tarde en su domicilio gaditano el 7 de abril de 1950.

## Obras principales
- Su tesis doctoral (publicada en 1895) Herencia neuropsicopática, corrección de su influencia patogénica que trata sobre la predisposición hereditaria a las enfermedades mentales y cita la erotomanía, la manía religiosa, la epilepsia, el histerismo o la ataxia. La solución la encuentra en la educación del carácter y la educación física.
- Cartas Chinas. Impresiones de Cádiz. Serie de artículos en el Diario de Cádiz (1903-1904), sobre la pésima situación socio-sanitaria de la ciudad y la altísima mortandad causada, sobre todo por la tuberculosis (404 defunciones de las 2495 que figuran en la estadística de 1902). Propone medidas educativas para que la población evitara el contagio; critica la dedicación de los médicos que solo se preocupan por su clientela,«la necesidad del descanso en los últimos meses del embarazo y primeros que siguen al parto, y de que se provea á la subsistencia de la embarazada» y la gran mortalidad infantil causada por el hambre.
- La Higiene en Cádiz (1905), otra serie de artículos en la prensa local donde propone la creación en Extramuros de una «barriada higiénica para obreros», la conservación de partes de la muralla para proteger a los habitantes de los vientos, el problema del vertido del alcantarillado en las aguas de la bahía gaditana, la necesidad de mejorar las condiciones sanitarias de las viviendas y de crear una oficina de «empadronamiento sanitario».
- Fisiología General (1910), escrita en colaboración con Augusto Pi y Suñer. Rodrigo Lavín se encarga de los capítulos sobre fisiología celular y las células nerviosas y secretoras.
- Monografía relativa al abastecimiento de aguas en Cádiz y San Fernando, Puerto Real, y Puerto de Santa María (1917). Preconiza las mejoras del abastecimiento de agua y el vaciado y limpiado de aljibes y pozos para evitar el tifus.
- La lucha contra la gripe en la provincia de Cádiz (1919): donde estudia la pandemia de gripe durante los años 1918 y 1919 en la ciudad y las medidas adoptadas como el control de viajeros, aislamiento riguroso de los enfermos graves, recomendaciones de lavado de manos y boca, suspensión de espectáculos en locales cerrados y cierre de escuelas.
- La lucha contra las enfermedades venéreas (1920): En ella propone no solo el control de la enfermedad en las prostitutas sino la divulgación de sus efectos y la importancia del diagnóstico precoz y de los tratamientos insistiendo en la necesidad de gratuidad de los mismos.